# La Dernière Finale
Pour plus de détails, voir Fiche technique et Distribution.
La Dernière Finale (גמר גביע, Gmar Gavi'a) est un film israélien de Eran Riklis sorti en 1991. Il raconte l'histoire d'un soldat israélien qui pendant l'invasion du Liban par Israël en 1982 tisse des liens avec des combattants palestiniens réfugiés au Liban.

## Synopsis
Un soldat israélien est capturé par des combattants palestiniens au Liban en 1982. Il est un passionné de football tout comme ses geôliers. Ils suivent la Coupe du monde de football de 1982 à la télévision et tissent des liens via le football.

## Réception
Dans le Washington Post, Hal Hinson a qualifié La Dernière Finale de « film puissant, et pourtant l'un des grands films les plus modestes jamais réalisés ». Hanson a commenté la relation entre Cohen (le soldat israélien) et Ziad (le commandant palestinien) comme « magnifiquement dépareillée » et a déclaré que l'idée centrale du film selon laquelle les hommes qui se battent dans les guerres sont susceptibles de se lier d'amitié était présentée de manière émouvante.  Stephen Holden, dans le New York Times, se concentre sur la similitude entre la loyauté de Ziad et Cohen envers leur équipe (l'Italie) et leur loyauté militaire tout aussi fervente envers la Palestine et Israël. Holden écrit que, bien que le film soit parfois « maladroit » dans son empressement à faire valoir ce point, il réussit dans ses descriptions de la guerre, des médias et dans le travail des deux acteurs principaux, Moshe Ivgi, qui joue Cohen, le soldat israélien kidnappé, et Muhamad Bacri, qui joue Ziad, le commandant de l'OLP..

## Fiche technique
- Titre français : La Dernière Finale[3],[4]
- Titre original hébreu : גמר גביע, Gmar Gavi'a
- Réalisation : Eran Riklis
- Scénario : Eyal Halfon
- Production :
- Musique :
- Pays :  Israël
- Durée : 107 minutes
- Dates de sortie :

## Distribution
- Moshe Ivgy : Cohen
- Mohammed Bakri : Ziad
- Salim Dau : Mussa
- Bassam Zo'amat : Abu Eyash
- Yussuf Abu-Warda : George
- Suhel Haddad : Omar
- Gassan Abbas : Shukri
- Sharon Alexander : Lieutenant Gallili
- Johnny Arbid : Fatchi
- Sami Samir : Halil
- Meir Suissa : Docteur Beni